# بند لوله رحم
در کالبدشناسی بدن زنان، بند لوله‌ی رحم بندی است که لوله رحم نگه می‌دارد. به این بند، بند مجرای زهدان و یا مزوسالپینکس (انگلیسی: Mesosalpinx) هم گفته‌اند.
سرخرگ‌های تخمدان‌ها و لوله‌های زهدانی سرخرگ‌های تخمدانی مشتق از آئورت هستند. هر یک از این‌ها درون بند لوله رحم بازپیوندی‌های (آناستوموزهای) مختلفی با سرخرگ زهدانی دارد و شاخه‌هایی به لوله‌های رحمی داده و بقیه بند لوله رحم را قطع و وارد تخمدان می‌شوند.